# Episodi di Avventure lungo il fiume (prima stagione)
La prima stagione della serie televisiva Avventure lungo il fiume (Riverboat) è andata in onda negli Stati Uniti dal 13 settembre 1959 al 18 aprile 1960 sulla NBC.
| nº | Titolo originale              | Prima TV USA      | Titolo italiano | Prima TV Italia |
| -- | ----------------------------- | ----------------- | --------------- | --------------- |
| 1  | Payment in Full               | 13 settembre 1959 |                 |                 |
| 2  | The Barrier                   | 20 settembre 1959 |                 |                 |
| 3  | About Roger Mowbray           | 27 settembre 1959 |                 |                 |
| 4  | The Race to Cincinnati        | 4 ottobre 1959    |                 |                 |
| 5  | The Unwilling                 | 11 ottobre 1959   |                 |                 |
| 6  | The Fight Back                | 18 ottobre 1959   |                 |                 |
| 7  | Escape to Memphis             | 25 ottobre 1959   |                 |                 |
| 8  | Witness No Evil               | 1º novembre 1959  |                 |                 |
| 9  | A Night at Trapper's Landing  | 8 novembre 1959   |                 |                 |
| 10 | The Faithless                 | 22 novembre 1959  |                 |                 |
| 11 | The Boy from Pittsburgh       | 29 novembre 1959  |                 |                 |
| 12 | Jessie Quinn                  | 6 dicembre 1959   |                 |                 |
| 13 | Strange Request               | 13 dicembre 1959  |                 |                 |
| 14 | Guns for Empire               | 20 dicembre 1959  |                 |                 |
| 15 | The Face of Courage           | 27 dicembre 1959  |                 |                 |
| 16 | Tampico Raid                  | 3 gennaio 1960    |                 |                 |
| 17 | The Landlubbers               | 10 gennaio 1960   |                 |                 |
| 18 | The Blowup                    | 18 gennaio 1960   |                 |                 |
| 19 | Forbidden Island              | 24 gennaio 1960   |                 |                 |
| 20 | The Salvage Pirates           | 31 gennaio 1960   |                 |                 |
| 21 | Path of the Eagle             | 1º febbraio 1960  |                 |                 |
| 22 | The Treasure of Hawk Hill     | 8 febbraio 1960   |                 |                 |
| 23 | The Fight at New Canal        | 22 febbraio 1960  |                 |                 |
| 24 | The Wichita Arrows            | 29 febbraio 1960  |                 |                 |
| 25 | Fort Epitaph                  | 7 marzo 1960      |                 |                 |
| 26 | Three Graves                  | 14 marzo 1960     |                 |                 |
| 27 | Hang the Men High             | 21 marzo 1960     |                 |                 |
| 28 | The Night of the Faceless Man | 28 marzo 1960     |                 |                 |
| 29 | The Long Trail                | 4 aprile 1960     |                 |                 |
| 30 | The Quick Noose               | 11 aprile 1960    |                 |                 |
| 31 | The Sellout                   | 18 aprile 1960    |                 |                 |

## Payment in Full
- Prima televisiva: 13 settembre 1959
- Diretto da: Douglas Heyes
- Scritto da: Douglas Heyes

### Trama
- Guest star: Nolan Leary (vecchio), Will Wright (J. C. Sickel), Robert Carson (passeggero), Duane Grey (Monte), Aldo Ray (amico/a di Hunk Farber), Barbara Bel Geddes (Missy), Louis Hayward (Ashley Cowan), William Bishop (Monte Loman), Nancy Gates (Sorella Angela), Barry Kelley (Police Inspector), John Larch (Touhy), William D. Gordon (Joe Travis), Charles H. Gray (Cal), Dick Wessel (Carney Kohler)

## The Barrier
- Prima televisiva: 20 settembre 1959
- Diretto da: Richard H. Bartlett
- Scritto da: Tom Seller

### Trama
- Guest star: Peter Coe (Nakasu), William D. Gordon (Joe Travis), Kenneth R. MacDonald (Mr. Chambers), Dick Wessel (Carney Kohler), John Kerr (Jefferson Carruthers), Elizabeth Montgomery (Abigail Carruthers), William Bendix (Muldoon (Vance Muldoon), Read Morgan (Casey Hennessy), Tyler McVey (Sam Overston)

## About Roger Mowbray
- Prima televisiva: 27 settembre 1959
- Diretto da: Felix Feist
- Soggetto di: Gene L. Coon

### Trama
- Guest star: Sandy Kenyon (Jeb Grant), Dick Wessel (Carney Kohler), Hank Patterson (Rare), Jon Lormer (dottor Landers), Vera Miles (Jeanette Mowbray), Cameron Prud'Homme (Jonathan Reed), Robert Vaughn (Roger Mowbray), Madlyn Rhue (Cassie Baird), John Hoyt (Antoine Rigaud), Bart Patton (Terry Blake)

## The Race to Cincinnati
- Prima televisiva: 4 ottobre 1959
- Diretto da: Jules Bricken
- Soggetto di: Richard Neil Morgan

### Trama
- Guest star: Don C. Harvey (Richardson), Don Haggerty (Dubois), Richard Reeves (Casey), Charles Fredericks (Morgan), Anne Baxter (Ellie Jenkins), Monica Lewis (Melissa McCabe), Lloyd Corrigan (John Jenkins), Robert Lowery (Carstairs), Dick Wessel (Carney Kohler), William D. Gordon (Joe Travis), Harry Harvey (Boiler Repairman)

## The Unwilling
- Prima televisiva: 11 ottobre 1959
- Diretto da: Richard H. Bartlett
- Scritto da: Norman Jolley

### Trama
- Guest star: John Harmon (Oliver), Dick Wessel (Carney Kohler), Hal Needham (River Pirate), Ian McDonald (John Murrell), Eddie Albert (Dan Sampson), Debra Paget (Lela Russell), Russell Johnson (Darius), William D. Gordon (Joe Travis), John Pickard (River Pirate)

## The Fight Back
- Prima televisiva: 18 ottobre 1959
- Diretto da: Jules Bricken
- Soggetto di: Robert E. Thompson

### Trama
- Guest star: Ken Lynch (Shelby Fowler), Karl Swenson (Ansel Torgin), George Mitchell (coltivatore), Henry Daniell (Graham), John Ireland (Chris Slade), Joan O'Brien (Sonja Torgin), William D. Gordon (Joe Travis), Tom Laughlin (Tom Fowler), Robert Griffin (coltivatore)

## Escape to Memphis
- Prima televisiva: 25 ottobre 1959
- Diretto da: John Rich
- Soggetto di: Richard B. Larkin

### Trama
- Guest star: Dick Wessel (Carney Kohler), William D. Gordon (Joe Travis), Forrest Lewis (Mr. Chambers), Robert Burton (dottore), Jeanne Crain (Laura Sutton), Claude Akins (Jarrett Sutton), Philip Reed (Jay Raleigh), June Dayton (Ellen Raleigh), John Holland (Tom Sutton)

## Witness No Evil
- Prima televisiva: 1º novembre 1959
- Diretto da: Richard H. Bartlett
- Scritto da: Norman Jolley

### Trama
- Guest star: William Tannen (Mr. Jameson), David Lewis (Mr. Hardy), Janos Prohaska (Koko), Rod Bell (Cy), Vincent Price (Otto Justin), Barbara Lawrence (Abby Saunders), Charles Herbert (Paddy Saunders), William D. Gordon (Joe Travis), Dick Wessel (Carney Kohler), Nesdon Booth (giocatore di poker)

## A Night at Trapper's Landing
- Prima televisiva: 8 novembre 1959
- Diretto da: Felix Feist
- Scritto da: Halsey Melone

### Trama
- Guest star: Robert Easton (caporale John Chase), Mary Tyler Moore (Brunette), Rayford Barnes (caporale Gray), Jeannie Carmen (Janine), Ricardo Montalbán (tenente Andre Bastiste Devereaux), Peter Whitney (Noah Woodley), Judson Pratt (sergente Ned Bolger), Stacy Harris (colonnello Nicholson), Jack Lambert (Joshua), William D. Gordon (Joe Travis), Dick Wessel (Carney Kohler), Raymond Bailey (generale Jacoby), R.G. Armstrong (Rothgate), Morris Ankrum (C.C. Thompson), Roy Barcroft (James Michael Cassidy)

## The Faithless
- Prima televisiva: 22 novembre 1959
- Diretto da: Richard H. Bartlett
- Soggetto di: Richard Neil Morgan, Kate Phillips, Howard Phillips

### Trama
- Guest star: Jeanne Bates (Sara Crane), William Phipps (Abner Crane), Robert Bice (Kincaid), Katie Sweet (Lucy Crane), Richard Carlson (Paul Drake), Bethel Leslie (Cathy Norris), Bert Freed (Kester), William D. Gordon (Joe Travis), Dick Wessel (Carney Kohler), Ken Mayer (Burley)

## The Boy from Pittsburgh
- Prima televisiva: 29 novembre 1959
- Diretto da: Frank Arrigo
- Soggetto di: John Larkin

### Trama
- Guest star:

## Jessie Quinn
- Prima televisiva: 6 dicembre 1959
- Diretto da: Jules Bricken
- Scritto da: Tom Seller

### Trama
- Guest star: James Gavin (titolare del negozio), Valerie Allen (Mrs. Jethro Collins), Freeman Morse (sergente Lanyard), Charles Tannen (Jethro Collins), Mercedes McCambridge (Jessie Quinn), Clu Gulager (Beau Chandler), Richard Gardner (Perry Quinn), Kevin Hagen (John Hollister), Richard Newton (Lon)

## Strange Request
- Prima televisiva: 13 dicembre 1959
- Diretto da: John Rich
- Scritto da: Clair Huffaker

### Trama
- Guest star: Lee Van Cleef (Luke Cragg), Dick Wessel (Carney Kohler), Larry Perron (Matthew Cragg), Glenn Thompson (Mark Cragg), Jan Sterling (Lorna Langton), Rhys Williams (Josiah Cragg), Lawrence Dobkin (David Fields), Peter Lazer (Bobby), William D. Gordon (Joe Travis), Pete Dunn (John Cragg)

## Guns for Empire
- Prima televisiva: 20 dicembre 1959
- Diretto da: William Witney

### Trama
- Guest star: Dennis Patrick (Lansing), George Macready (Anthony Lorrimer), Dick Wessel (Carney Kohler), William D. Gordon (Joe Travis), Gena Rowlands (Rose Traynor), Holly Bane (Blinky)

## The Face of Courage
- Prima televisiva: 27 dicembre 1959
- Diretto da: William Witney
- Scritto da: Bob Duncan, Wanda Duncan

### Trama
- Guest star:

## Tampico Raid
- Prima televisiva: 3 gennaio 1960
- Diretto da: Richard H. Bartlett
- Scritto da: Richard Neil Morgan

### Trama
- Guest star: Jack Lambert (Joshua Walcek), Dick Wessel (Carney Kohler), Michael McGreevey (Chip Kessler), John Mitchum (Pickalong), Pat Crowley (Joan Marchand), Edward Colmans (Justin Marchand)

## The Landlubbers
- Prima televisiva: 10 gennaio 1960
- Diretto da: William Witney
- Scritto da: Tom Seller

### Trama
- Guest star: Arthur Batanides (Shag Ryan), Richard Devon (Barney Jones), Jerry O'Sullivan (capitano Clegg), Kay E. Kuter (Hoskins), Gloria Talbott (Nora Lanyard), Dick Wessel (Carney Kohler), Jack Lambert (Joshua Walcek), Michael McGreevey (Chip Kessler), John Mitchum (Pickalong), Frank Warren (Brady)

## The Blowup
- Prima televisiva: 18 gennaio 1960
- Diretto da: Darren McGavin
- Scritto da: Al C. Ward

### Trama
- Guest star: Roberto Contreras (Gonzales), Boyd Stockman (Charlie), Carlos Romero (Juan Miguel), Mary Adams (Mrs. Wilkins), Whitney Blake (Martha Crane), Dick Wessel (Carney Kohler), Jack Lambert (Joshua Walcek), John Mitchum (Pickalong), Michael McGreevey (Chip Kessler), Dean Harens (Simon), John Daheim (marinaio), Rush Williams (aiutante), James Scott (marinaio)

## Forbidden Island
- Prima televisiva: 24 gennaio 1960
- Diretto da: Sidney Lanfield
- Scritto da: Wanda Duncan, Bob Duncan

### Trama
- Guest star: Miguel Ángel Landa (Raoul Duprez), Patricia Michon (Caroline Duprez), Leonard Bell (Gordon), Patrick Westwood (Pierre), Dick Wessel (Carney Kohler), Jack Lambert (Joshua Walcek), John Mitchum (Pickalong), Michael McGreevey (Chip Kessler), Bruce Gordon (Garnett), Saul Gorss (Johnson)

## The Salvage Pirates
- Prima televisiva: 31 gennaio 1960
- Diretto da: Richard H. Bartlett
- Scritto da: Richard Neil Morgan

### Trama
- Guest star: Robert J. Wilke (Bolesy), Richard Garland (Jacques Tremaine), Johnstone White (James Kincannon), Bern Hoffman (Savage), Jack Lambert (Joshua Walcek), Bart Patton (Terry Blake), Michael McGreevey (Chip Kessler), Dick Wessel (Carney Kohler), John Mitchum (Pickalong), Judi Meredith (Louise Harrison)

## Path of the Eagle
- Prima televisiva: 1º febbraio 1960
- Diretto da: Jules Bricken
- Scritto da: Halsey Melone

### Trama
- Guest star: Myron Healey (Steven Barrows), Michael McGreevey (Chip Kessler), Grant Richards (capitano James O'Bannion), Wilton Graff (Henry Schofield), Dianne Foster (Marian Templeton), Dayton Lummis (Gideon Templeton), Dick Wessel (Carney Kohler), Jack Lambert (Joshua Walcek), Don C. Harvey (Nolan)

## The Treasure of Hawk Hill
- Prima televisiva: 8 febbraio 1960
- Diretto da: William Witney
- Scritto da: Wanda Duncan, Bob Duncan

### Trama
- Guest star: Kenneth R. MacDonald (George Dexter), Richard Hale (Arden Dexter), George D. Wallace (fuorilegge Paymaster), Dennis Moore (sceriffo Bates), Jack Lambert (Joshua Walcek), Bart Patton (Terry Blake), Michael McGreevey (Chip Kessler), Dick Wessel (Carney Kohler), John Mitchum (Pickalong), Stephen Wootton (Sam Dexter), Kent Taylor (John Murrell), Virginia Christine (Zia Samantha), Harry Tyler (vecchio marinaio)

## Fight at New Canal
- Prima televisiva: 22 febbraio 1960
- Diretto da: R. G. Springsteen
- Scritto da: Tom Seller

### Trama
- Guest star: John Archer (Dunnigan), John Maxwell (Sam Harper), Jean Allison (Tracy Paxton), Charles Aidman (Frank Paxton)

## The Wichita Arrows
- Prima televisiva: 29 febbraio 1960
- Diretto da: William Witney

### Trama
- Guest star: Slim Pickens (Buffalo Hunter), Hank Patterson (Charles Mullins), Betty Lou Keim (Holly Andrews), Don Haggerty (Albert Scott), Ethel Shutta (Mrs. Harkins), Arthur Space (dottore), Bud Osborne (William Mullins), Dan Duryea (capitano Brad Turner)

## Fort Epitaph
- Prima televisiva: 7 marzo 1960

### Trama
- Guest star: Brad Weston (tenente Tom Henshaw), Mark Allen (sergente Matthews), Dan Duryea (capitano Brad Turner), Joan Camden (Barbara Daniels), Ronnie Rondell, Jr. (Kicking Bear), Stuart Randall (Chief Running Bear), Charles Cooper (maggiore Daniels)

## Three Graves
- Prima televisiva: 14 marzo 1960

### Trama
- Guest star: Harry Ellerbe (Harrison), Will J. White (uomo), Robert Bray (Tom Byson), John McKee (Stoneman), Beverly Garland (Nora James)

## Hang the Men High
- Prima televisiva: 21 marzo 1960

### Trama
- Guest star: Karen Steele (Sue Parker), Stephen McNally (Jeb Randall), Dallas Mitchell (Jerry Madden), Walter Sande (Tom Feller), Ray Hamilton (Brad Phelan)

## The Night of the Faceless Man
- Prima televisiva: 28 marzo 1960

### Trama
- Guest star: Charles H. Gray (Joe Oliver), Douglas Kennedy (McLeigh), Patricia Medina (Eileen Mason), Jocelyn Brando (Mrs. Pauley), Hugh Downs (Dan Flynn)

## The Long Trail
- Prima televisiva: 4 aprile 1960

### Trama
- Guest star: Perry Lopez (James Evans), Abraham Sofaer (Mark Evans), Anthony Caruso (Chief White Bull), Harry Lauter (colonnello Tryker)

## The Quick Noose
- Prima televisiva: 11 aprile 1960

### Trama
- Guest star: Willis Bouchey (giudice Wingate), William Hudson (Lon Ogden), Ed Nelson (Jim Tyler), Jack Mather (sceriffo), Darlene Fields (Ruby), Irving Bacon (Zack Mannion), Nan Leslie (Amy Carson)

## The Sellout
- Prima televisiva: 18 aprile 1960

### Trama
- Guest star: Bartlett Robinson (George Channing), Barbara Stuart (Nanette), Frank Overton (Nick Logan)